# Richard Bergmann
Richard Bergmann (10. dubna 1919 Vídeň, Rakousko – 5. dubna 1970) byl rakouský a od roku 1939 britský stolní tenista židovského původu, jeden z nejúspěšnějších stolních tenistů všech dob. Mistr světa ve dvouhře (1937, 1939, 1948 a 1950) a ve čtyřhře (1939). Člen vítězného družstva 1936 (Rakousko) a 1953 (Velká Británie). Celkem získal 22 medailí.